# Велика Преська
Велика Преська (словен. Velika Preska) — поселення в общині Літія, Осреднєсловенський регіон, Словенія. Висота над рівнем моря: 788,1 м.